# Augustus Owsley Stanley (gouverneur)
Pour l’article homonyme, voir Augustus Owsley Stanley.
Augustus Owsley Stanley I, né le 21 mai 1867 à Shelbyville et mort le 12 août 1958 à Washington, est un homme politique américain, membre du parti démocrate.
Il est le 38e gouverneur du Kentucky.